# 陳萬寶莊園
陳萬寶莊園位於重慶市涪陵區青羊鎮安鎮村，文物遺址年代為清代，2009年12月15日列為第二批重慶市文物保護單位。